# ひだかしんさく
ひだか しんさく（ひだか しんさく、1978年 - ）は、日本のアニメーション作家。神戸芸術工科大学教授。

## 来歴
1978年、宮崎県に生まれる。福岡大学工学部建築学科卒業。大学卒業後、建築設計事務所にて建築設計に従事する。設計事務所退職後、映像制作を始める。処女作「BoNES」が世界最高のCGの祭典SIGGRAPHで入選するなど国内外で数々の賞を受賞、50カ国以上で放映された。「恋するネズミ」も世界4大アニメーションフェスティバルの一つであるアヌシー国際アニメーション映画祭のコンペティション部門に入選するなど国内外で数々の賞を受賞。高校の1期上の先輩にTBSアナウンサーの久保田智子、1期下の後輩に元陸上競技選手の為末大がいる。

## 作風
アシスタントなどはおらず、アニメーション制作の全ての工程を一人でこなしているとのこと。作品ごとに制作手法、表現手法が異なる。どの作品も評価は高く佳作だが、寡作である。

## 主な作品
- BoNES（2005年）
- 恋するネズミ（2009年）
- DE_RIRIA_SUBASUTAIMU（2012年）
- ふわふわほんわか（SMAP×SMAP番組ブリッジ）
- RAYDOF（2015年）

## テレビ出演
- imagine nation（NHK WORLD）2010年8月25日
- ベビスマ（フジテレビ）2010年10月31日

## 主な受賞歴
- アヌシー国際アニメーション映画祭（フランス） コンペティション部門入選
- SIGGRAPH2006（アメリカ） 入選
- 第58回フィルムビデオ国際短編映画祭（イタリア）ベストアニメーションワーク賞
- ひめじ国際短編映画祭　グランプリ
- 第5回吉祥寺アニメーション映画祭　グランプリ
- ASIAGRAPH2009動画部門　最優秀作品
- その他多数[1]